# Eriauchenius workmani
Eriauchenius workmani es una especie de arácnido perteneciente al género Eriauchenus, dentro de la familia Archaeidae, del orden de las arañas.

## Taxonomía
Fue descrita científicamente por Octavius Pickard-Cambridge en 1881. 